# François Hotman
François Hotman (23 agosto 1524 – 12 febbraio 1590) è stato un giurista francese, attivo e influente durante gli anni '50 del sedicesimo secolo.

## L'Antitribonian
La sua opera giuridica più nota è l'Antitribonian, che, come si deduce dal titolo, consiste in una critica al diritto romano e, in particolare, al Corpus Iuris Civilis (Triboniano presiedette la commissione che concretizzò il Corpus su ordine di Giustiniano). 

La feroce critica al Corpus e a Triboniano (accusato peraltro d'essere stato un ignorante persino nel latino classico) porta Hotman a considerare quella che era la realtà del diritto francese, basata su un diritto "coutumier", consuetudinario, distante dal diritto romano giustinianeo. Se un soggetto, affermò il giurista, avesse voluto formarsi giuridicamente, si sarebbe trovato costretto a studiare nelle università italiane ed essere "imbevuto di diritto romano". Tornato in Francia, avrebbe però affrontato una realtà del diritto completamente diversa da quella studiata. Inoltre viene anche criticato lo stesso modo con cui il diritto era spiegato e insegnato: i professori non consideravano le fonti e i processi storici che avevano portato alla nascita del Corpus iuris civilis. 
Dalla parte finale dell'opera emerge la destinazione della stessa: è diretta alla lettura del Gran Cancelliere di Francia, seconda carica statale. Egli, scrive Hotman, avrebbe dovuto istituire una commissione di giuristi, filosofi, giudici e politici per creare una nuova compilazione di diritto che si basasse sul diritto consuetudinario e sui libri di filosofia francesi.